# Grand lac de l'Ours
Ne doit pas être confondu avec le lac de l'Ours.
Le grand lac de l’Ours est un lac dans la forêt boréale d'Amérique du Nord. C’est le plus grand lac des Territoires du Nord-Ouest au Canada, et avec une superficie de 31 800 km2, c’est le quatrième d’Amérique du Nord. Il a 2 719 km de côte et est relié à l'océan Arctique par la rivière de l'Ours qui à son tour se jette dans le Mackenzie.

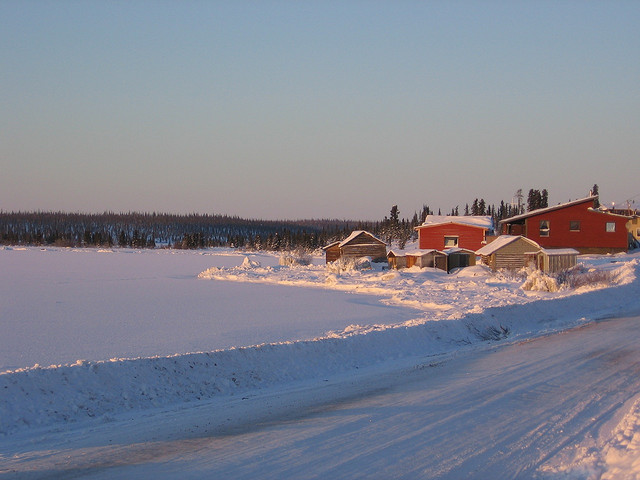
Berges du grand lac de l'Ours à Délįne

## Géographie
Le lac se déverse à travers la grande rivière de l'Ours dans le fleuve Mackenzie.
Le grand lac de l'Ours a une longueur de 320 km et une largeur de plus de 175 km, il est très profond, atteignant jusqu'à 413 m de profondeur. C'est un des dix plus grands lacs du monde.
Il entoure de nombreuses petites îles. Le lac prend la forme d'une amibe géante à cinq bras formés par les baies Keith, McVicar, McTavish, Dease et Smith et répartis autour d'un centre commun. La grande rivière de l'Ours qui fait 120 km de long draine les eaux froides du Sud-Ouest vers le Mackenzie à Tulita en traversant le grand lac de l'Ours. Un chapelet de lacs interconnectés au sud qui comprend les lacs Hottah, Hardisty, Gamèti et Faber sont drainés par la rivière Camsell qui se jette dans la baie Conjuror.
Le grand lac de l'Ours est situé au milieu d'une immense région sauvage, les bras sud et ouest atteignant la toundra, tandis que les eaux du côté est battent la marge rocheuse du bouclier canadien. Les rives Sud et Ouest sont boisées, principalement couvertes d'épinettes rabougries. Le lac est recouvert par la glace pendant huit mois, généralement jusqu'en juillet.
Des remorqueurs ou des bateaux à vapeur assurent le transport une fois la glace fondue.

## Toponymie
En déné, langue des Esclaves, peuple autochtone de la région, ce lac s'appelait Sahtu, mot qui désigne l'ours brun. « C'est l'explorateur Alexander Mackenzie qui, traduisant du déné, aurait nommé le lac Sahtu “Great Bear Lake”. »
Ce nom a été officialisé en 1902. Il fait partie des 75 toponymes d'intérêt pancanadien ayant un nom officiel en français et en anglais.

## Climat
| Mois                                  | jan.       | fév.       | mars       | avril      | mai        | juin      | jui.      | août      | sep.      | oct.      | nov.       | déc.       | année      |
| ------------------------------------- | ---------- | ---------- | ---------- | ---------- | ---------- | --------- | --------- | --------- | --------- | --------- | ---------- | ---------- | ---------- |
| Température minimale moyenne (°C)     | −30,2      | −30,1      | −23,5      | −14,9      | −3,3       | 4,2       | 7,3       | 7,1       | 2,2       | −5,2      | −17,1      | −25,7      | −10,8      |
| Température moyenne (°C)              | −26,9      | −26,3      | −19,2      | −10,1      | 1          | 8,9       | 12        | 10,8      | 5         | −2,8      | −13,9      | −22,4      | −7         |
| Température maximale moyenne (°C)     | −23,6      | −22,5      | −14,9      | −5,3       | 5,3        | 13,5      | 16,5      | 14,5      | 7,7       | −0,4      | −11        | −19,2      | −3,3       |
| Record de froid (°C) date du record   | −47,8 1943 | −47,2 1939 | −43,9 1939 | −38,3 1956 | −26,1 1974 | −6,1 1956 | −1,1 1969 | −2,8 1956 | −9,4 1956 | −20 1956  | −41,1 1939 | −49,4 1937 | −49,4 1937 |
| Record de chaleur (°C) date du record | −2,2 1957  | 3,3 1954   | 6,1 1952   | 14,4 1960  | 26,7 1973  | 30,6 1955 | 30 1938   | 29,4 1971 | 23,9 1949 | 16,7 1944 | 7,8 1970   | 1,1 1944   | 30,6 1955  |
| Précipitations (mm)                   | 10,8       | 9,1        | 12,9       | 6,9        | 13         | 14        | 32,6      | 37,6      | 25,3      | 23        | 24,8       | 13,9       | 224        |
| dont neige (cm)                       | 10,8       | 9,1        | 12,9       | 6,5        | 3,5        | 1,9       | 0,3       | 0         | 2,9       | 17,2      | 24,8       | 13,9       | 104        |

| Diagramme climatique                                  |               |                |              |           |           |             |             |            |            |              |                |
| J                                                     | F             | M              | A            | M         | J         | J           | A           | S          | O          | N            | D              |
| −23,6−30,210,8                                        | −22,5−30,19,1 | −14,9−23,512,9 | −5,3−14,96,9 | 5,3−3,313 | 13,54,214 | 16,57,332,6 | 14,57,137,6 | 7,72,225,3 | −0,4−5,223 | −11−17,124,8 | −19,2−25,713,9 |
| Moyennes : • Temp. maxi et mini °C • Précipitation mm |               |                |              |           |           |             |             |            |            |              |                |

## Histoire
Ce n'est que très progressivement que les Européens découvrent ce lac et prennent conscience de son immensité. Peter Pond entend parler de son emplacement approximatif en 1783-1784 et on y pratique la traite des fourrures vers les années 1800. Au cours d'une expédition menée en 1825-1826, John Franklin fonde Fort Franklin dans la baie Keith, tandis que John Richardson explore la rive Nord. P.W. DEASE et passe l'hiver de 1837-1838 à Fort Confidence et Robert Bell y effectue une étude géologique en 1900.
Le peuplement est provisoire jusqu'à la découverte, en 1930, d'un gisement de pechblende, un minerai de radium et d'uranium. Port Radium qui fut rebaptisé plus tard Echo Bay est fondé à l'extrémité est de la baie McTavish, en 1933. L'endroit est exploré et des services y sont offerts grâce à l'aviation de brousse. Certains des minerais ayant servi à la fabrication de la bombe atomique utilisée par les Américains durant la Deuxième Guerre mondiale proviennent de cet endroit. L'exploitation intensive du minerai a épuisé les réserves, entraînant la fermeture des mines et le départ de la communauté. Fort Franklin est le seul établissement encore présent sur ses rives.
Ce lac est riche en poissons, incluant des espèces reliques ancestrales qui se seraient déplacées vers le sud, depuis l'océan Arctique, au cours de la dernière glaciation. La pêche commerciale n'est pas permise en raison de la lente régénération des poissons dans ces eaux glacées.